# Káně havajská
Káně havajská (Buteo solitarius), havajsky nazývána ʻio, je dravec z rodu káně (Buteo), endemit Havajských ostrovů, přičemž přežívá pouze na hlavním ostrově. Je to jeden ze dvou dravých ptáků souostroví, druhým je místní poddruh kalouse pustovky (Asio flammeus sandwichensis). Fosilní nálezy ukazují, že káně havajská kdysi obývala také ostrovy Molokai, Oahu a Kauai. V současnosti však hnízdí pouze na hlavním ostrově v porostech původních stromů druhu železnec mnohotvarý (Metrosideros polymorpha). Ve Spojených státech amerických byl tento druh do roku 2020 chráněn jako ohrožený, Mezinárodní svaz ochrany přírody jej klasifikuje jako téměř ohrožený taxon.

## Popis
Káně havajská měří přibližně 40 až 46 cm. Samice, která váží v průměru 605 g, je mohutnější než samec, který váží v průměru 441 g. Existují dvě barevné morfy: tmavá morfa, která se vyznačuje tmavě hnědou hlavou, hrudí a spodkem křídel, a světlá morfa, která se vyznačuje tmavou hlavou, světlou hrudí a světlým spodkem křídel. Končetiny jsou u dospělců žlutavé, u nedospělých ptáků nazelenalé.

## Hrozby
Nejčastějšími hrozbami jsou nezákonný odstřel, narušování původních lesních biotopů, otravy, srážky s vozidly, vyhladovění a predace ze stran jiných živočichů.

## Chování
Tento samotářský pták si celoročně vydržuje jedno stále území. Hnízdí od března do září a obvykle snáší pouze jedno vejce, ale někdy může snést až tři vejce. Inkubace trvá asi 38 dní, na vejcích sedí hlavně samice, zatímco samec loví. Po vylíhnutí vejce samice dovolí samci návštěvu pouze tehdy, když do hnízda přináší potravu. Mláďata jsou schopna letu v sedmi nebo osmi týdnech. Úspěšnost hnízdění je 50 až 70 %.
Káně havajská obvykle loví ze stacionární pozice, ale na kořist se může vrhat i ze vzduchu. Vzhledem k tomu, že na Havaji žije jen málo původních suchozemských savců, původně se pravděpodobně živila hlavně menšími ptáky, jako jsou nelétavé kachny a chřástalové, kteří kdysi Havaj obývali. Dnes se živí převážně nepůvodními živočichy, jako jsou krysy, ještěrky a hrabaví, a také bezobratlými, např. hmyzem. Mezi její potravu se řadila i vrána havajská, ta je však již ve volné přírodě vyhubena. Káně havajská se ozývá pronikavým a vysokým voláním ííí-ou, které se podobá havajskému jménu.